# لیو شرایبر
آیزاک لیو شرایبر (به انگلیسی: Isaac Liev Schreiber) (زادهٔ ۴ اکتبر ۱۹۶۷) بازیگر، تهیه‌کننده و فیلم‌نامه‌نویس آمریکایی است. او ابتدا در چندین فیلم مستقل و بعدها در فیلم‌های هالیوودی نظیر سری فیلم‌های جیغ، طوفان، کیت و لئوپولد و خاستگاه مردان ایکس: ولورین ایفای نقش کرده‌است.

## اوایل زندگی
لیو شرایبر زادهٔ ۴ اکتبر ۱۹۶۷ در سان فرانسیسکو، کالیفرنیا است. پدر او تل شرایبر بازیگر تئاتر و مادرش هتر نقاش بود. آن‌ها در دهه هفتاد و هنگامی که او پنج سال بیشتر نداشت، از یکدیگر جدا شدند. لیو و مادرش به نیویورک نقل مکان کردند. مادرش برای تأمین مخارج زندگی و حمایت از پسرش، به صورت پاره‌وقت به رانندگی پرداخت. مادرش خواندن را به او آموخت و همچنین او را از تماشای فیلم‌های رنگی منع می‌نمود. او با دیدن فیلم‌های صامت و سیاه و سفید در خانه‌های محلی اطراف بزرگ شد و از دیدن فیلم‌های چارلی چاپلین لذت می‌برد. لیو شرایبر در دبیرستان فناوری شروع به تحصیل نمود و بعد از آن در رشته هنرهای نمایشی در آکادمی سلطنتی رویال واقع در لندن شروع به تحصیل نموده و در سال ۱۹۹۲ از آنجا فارغ‌التحصیل شد. او ابتدا قصد داشت نمایشنامه‌نویس شود اما استادش او را متقاعد کرد تا حرفه بازیگری را در پیش گیرد.

## گزیده فیلم‌شناسی
- آجیل مخلوط (۱۹۹۴)
- دنیس تماس می‌گیرد (۱۹۹۵)
- عشق دیوانه‌وار (۱۹۹۵)
- دختر مهمانی (۱۹۹۵)
- شب بزرگ (۱۹۹۶)
- جیغ (۱۹۹۶)
- پیاده‌روی و صحبت کردن (۱۹۹۶)
- خون‌بها (۱۹۹۶)
- مسافران روز (۱۹۹۷)
- جیغ ۲ (۱۹۹۷)
- اشباح (۱۹۹۸)
- کُره (۱۹۹۸)
- گرگ‌ومیش (۱۹۹۸)
- آبی بیابان (۱۹۹۸)
- پیاده‌روی روی ماه (۱۹۹۹)
- یعقوب کذاب (۱۹۹۹)
- طوفان (۱۹۹۹)
- هملت (۲۰۰۰)
- جیغ ۳ (۲۰۰۰)
- کیت و لئوپولد (۲۰۰۱)
- مجموع همه ترس‌ها (۲۰۰۲)
- چرخش بوریس (۲۰۰۳)
- کاندیدای منچوری (۲۰۰۴)
- همه‌چیز روشن شده‌است (۲۰۰۵)
- طالع نحس (۲۰۰۶)
- پرده رنگی (۲۰۰۶)
- ده (۲۰۰۷)
- به دست آوردن وودستاک (۲۰۰۹)
- خاستگاه مردان ایکس: ولورین (۲۰۰۹)
- شرخر (۲۰۱۰)
- هر روز (۲۰۱۰)
- نوچه (۲۰۱۱)
- سالت (۲۰۱۰)
- روانی (۲۰۱۲)
- بنیادگرای ناراضی (۲۰۱۲)
- آخرین روزها در مریخ (۲۰۱۳)
- سرخدمتکار (۲۰۱۳)
- ژیگولوی رو به زوال (۲۰۱۳)
- مرد کامل (۲۰۱۳)
- قربانی پیاده (۲۰۱۴)
- وحدت (۲۰۱۵)
- اسپات‌لایت (۲۰۱۵)
- کرید (۲۰۱۵)
- موج پنجم (۲۰۱۶)
- چاک (۲۰۱۶)
- نوچه: آخرین مجریان (۲۰۱۷)
- پونی کوچولو (۲۰۱۷)
- جزیره سگ‌ها (۲۰۱۸)
- مرد عنکبوتی: به درون دنیای عنکبوتی (۲۰۱۸)
- یک روز بارانی در نیویورک (۲۰۱۹)
- سرمایه انسانی (۲۰۱۹)
- گزارش فرانسوی (۲۰۲۱)
- بالا رو نگاه نکن (۲۰۲۱)
- در امتداد رودخانه به سمت درخت‌ها (۲۰۲۲)
- استروید سیتی (۲۰۲۲)